# BKK BVM
Die BKK BVM war eine Betriebskrankenkasse mit Hauptsitz in Hamburg. Die Abkürzung BVM stand für „Bundesverkehrsministerium“. Sie betreute 2008 deutschlandweit rund 80.000 Versicherte.

## Geschichte
1899 Gründung als Betriebskrankenkasse für die Unterhaltungsarbeiten der Kanalstrecke von Papenburg abwärts und die gesamte Emder Hafenanlage im Bereich der königlichen Wasserstraßen-Bauinspektion zu Emden; Mitgliederzahl: 234 Personen
1914 erhielt die Kasse eine größere Zuständigkeit und auch einen neuen Namen: Allgemeine Betriebskrankenkasse für den Bezirk des Wasserbauamtes und des Maschinenbauamtes zu Emden. Mitgliederzahl 1925: 1.450 Personen.
1933 endete mit der freiheitlichen Weimarer Republik die Selbstverwaltung der Betriebskrankenkassen. Um eine Vereinigung mit der Krankenversicherung der Deutschen Arbeitsfront abzuwenden, schlossen Eisenbahn- und Postverwaltung ihre zahlreichen Einzelkassen zu einer Gesamtkasse zusammen. Dem Vorbild folgend schloss sich die Kasse mit den Betriebskrankenkassen der Reichsverkehrsbetriebe Potsdam, Hannover und Magdeburg zur Betriebskrankenkasse der Reichsverkehrsverwaltung, Hamburg zusammen.
1941 wurden weitere Betriebskrankenkassen in die Betriebskrankenkasse der Reichsverkehrsverwaltung eingegliedert. Am 1. Januar 1942 bestand erstmals eine einzige Betriebskrankenkasse für den Bereich der gesamten Reichsverkehrsverwaltung. Mitgliederzahl 1942: 29.000.
Nach zahlreichen Neugründungen und Zusammenschlüssen wurde 1951 die „Betriebskrankenkasse des Bundesverkehrsministeriums“ mit Sitz in Bonn ins Leben gerufen. 1958 wurde der Sitz nach Hamburg verlegt.
1968 hatte die Kasse fünf Bezirksstellen: Emden, Hamburg, Mainz, München und Münster; 1990 wurde nach der Wiedervereinigung eine weitere Bezirksstelle in Berlin gebildet.
1999 stand die Betriebskrankenkasse des Bundesverkehrsministeriums als modernes Dienstleistungsunternehmen 40.000 Mitgliedern und 13.000 Familienangehörigen zur Seite.
Am 1. Januar 2004 öffnet sich die Betriebskrankenkasse auf der Grundlage des 1996 eingeführten Rechts auf freie Krankenkassenwahl für alle bundesweit. Durch eine Fusion mit der BKK Öffentlicher Dienst Koblenz wird die Kasse zeitgleich zur BKK BVM.
Zum 1. Juli 2004 schloss sie sich mit der BKK Stadt Karlsruhe zusammen und betreute nun 72.000 Versicherte. Am 1. April 2006 fusionierte die BKK BVM mit der Betriebskrankenkasse SPAR und erweiterte damit ihre Versichertenzahl auf ca. 80.000.
Zum 1. Januar 2009 fusionierte sie mit der Schwenninger BKK und führt seitdem deren Namen. Durch die Fusion werden nun ca. 300.000 Versicherte betreut, wodurch sie zu den größten 50 Krankenkassen Deutschlands zählt.

## Vorstand und Verwaltungsrat
Den letzten Vorstand bildeten Alex Stender als hauptamtlicher Vorstand und Kai Prior als stellvertretender Vorstand. Alternierende Vorsitzende des Verwaltungsrates waren Uwe Thomas und Ludwig Kern.